# NGC 542
NGC 542 est une galaxie spirale située dans la constellation d'Andromède. NGC 542 a été découverte par l'astronome irlandais R.J. Mitchell en 1885.

## Caractéristiques
Sa vitesse par rapport au fond diffus cosmologique est de 4 396 ± 20 km/s, ce qui correspond à une distance de Hubble de 64,8 ± 4,6 Mpc (∼211 millions d'al).
À ce jour, une mesure non basée sur le décalage vers le rouge (redshift) donne une distance d'environ 76,000 Mpc (∼248 millions d'al). Cette valeur est à l'extérieur, mais compatible avec les valeurs de la distance de Hubble.

## Groupe de NGC 507 et duHCG10

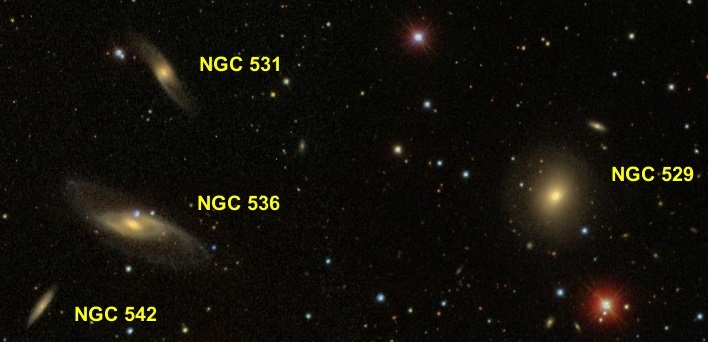
Le groupe compact de Hickson HCG 10.(SDSS)

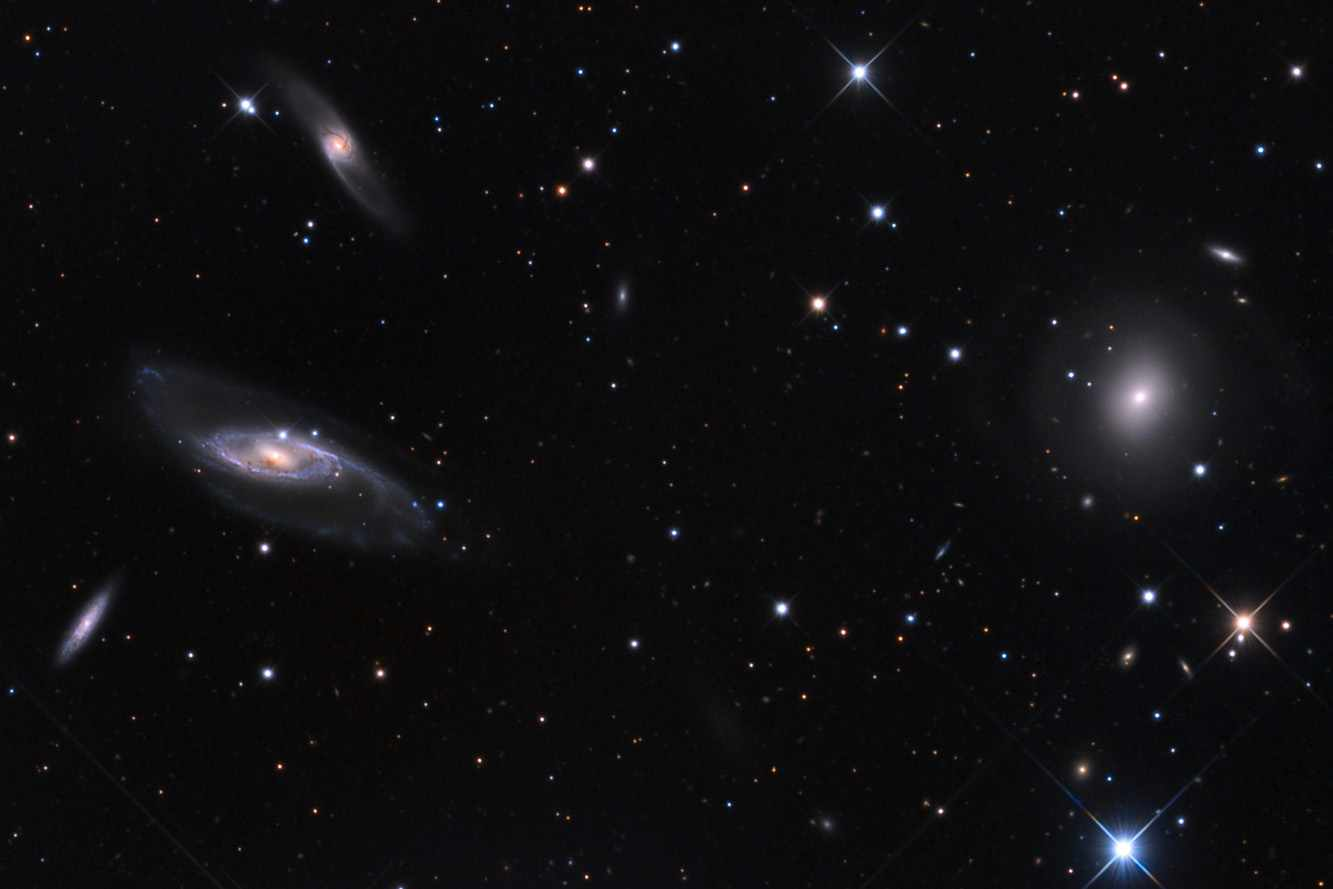
HCG 10 par Adam Block, observatoire du mont Lemmon.

En compagnie de NGC 529, NGC 531 et de NGC 536, NGC 542 fait partie du groupe compact de Hickson HCG 10. NGC 542 fait aussi partie du groupe de NGC 507. Ce vaste groupe comprend au moins 42 galaxies dont 21 figurent au catalogue NGC et 5 au catalogue IC. Quatre membres de ce groupe sont aussi des galaxies de Markarian. La plus brillante de ces galaxies est NGC 507 et la plus grosse NGC 536.